# Белопятнистый морской угорь
Белопятнистый морской угорь, или японский конгер (лат. Conger myriaster) — рыба семейства конгеровых (Congridae).
Ценный объект промысла. Считается самой вкусной рыбой среди конгеров. Является традиционным объектом промысла и марикультуры в Японии.

## Описание
Длина тела до 1 м. Голова и тело покрыты крупными белыми пятнами. Нижняя челюсть варьирует в размерах, премаксилярные зубы не выступают. На челюстях по одному ряду зубов. Преанальных латеральных пор 39—43. Позвонков 142—148.

## Ареал
Распространён на северо-западе Тихого океана у берегов Японии, Корейского полуострова, и в Восточно-Китайском море.

## Биология
Морская демерсальная океанодромная рыба умеренных широт. Живёт на глубинах до 320—830 м. Обычный вид на песчано-илистых грунтах у берегов Японии.